# 威姆·基夫
威爾林·哥尼利斯·尼高拉亞斯·基夫（Willem Cornelis Nicolaas Kieft，1962年11月12日—），荷蘭足球運動員，司職前鋒。
基夫曾效力於阿積士，燕豪芬，比薩和波爾多，荷蘭國家足球隊。他來自一所學校在阿積士主場阿姆斯特丹體育場踢球。他的同時代人包括列卡特，約翰·雲特舒捷普，雲巴士頓和雲拿保：這些青少年在20世紀80年代度過一個非常成功的十年，他在阿積士及燕豪芬也取得成功。亦贏得了88歐國盃，他的貢獻是在對愛爾蘭8分鐘一箭定江山，這有助於超愈愛爾蘭，排在第2組的第二名，晉身半決賽。同一年，基夫還替燕豪芬贏得了歐洲冠軍杯（現稱歐洲冠軍聯賽）。他現在是電視頻道Sport1和RTL的足球評論員。

## 連結
- 威姆·基夫 檔案及數據 Wereld van Oranje （荷兰文）